# بني مديهن (صعفان)

تعديل مصدري - تعديل

بني مديهن هي إحدى قرى عزلة الطرف بمديرية صعفان التابعة لمحافظة صنعاء، بلغ تعداد سكانها 1475 نسمة حسب تعداد اليمن لعام 2004.